# Rüdiger Korff
Heinz-Rüdiger Korff (* 1. November 1954 in Bad Oeynhausen) ist ein deutscher Soziologe, Entwicklungsforscher und Südostasienwissenschaftler. Er ist emeritierter Professor für Südostasienstudien der Universität Passau.

## Leben
Von 1973 bis 1978 studierte er Soziologie an der Universität Bielefeld. Mit einer Arbeit über Urbanes System, Subsistenzproduktion und Alltagsleben in Bangkok promovierte er 1984 an der Soziologischen Fakultät in Bielefeld. Danach war er von 1985 bis 1987 Dozent an der Chulalongkorn-Universität. Von 1987 bis 1997 war er wissenschaftlicher Mitarbeiter am Forschungsschwerpunkt Entwicklungssoziologie und Sozialanthropologie (bei Hans-Dieter Evers) bzw. Hochschuldozent in Bielefeld. Mit der Schrift City, Trade and State: Urbanism in a South East Asian Primate City habilitierte er 1990 und erhielt die Venia legendi für Soziologie, insbesondere Stadt- und Entwicklungssoziologie.
Von 1998 bis 2000 war er Professor für Entwicklungswissenschaften an der National University of Malaysia. Von 2000 bis 2004 lehrte er als Stiftungsprofessor für Soziologie der Entwicklungsländer an der Universität Hohenheim. Dort war er Teilprojektleiter im DFG-Sonderforschungsbereich (SFB) 564 „Nachhaltige Landnutzung und ländliche Entwicklung in Bergregionen Südostasiens“. Von Ende 2004 bis zu seiner Emeritierung im Herbst 2020 hatte er den Lehrstuhl für Südostasienstudien II (Festland Südostasien) an der Universität Passau inne. Er leitete die DFG-geförderten Projekte „Religiöse Dimensionen interner gewalttätiger Konflikte“ in Sri Lanka, Burma und Thailand (2005–09) sowie „Bereitstellung digitalisierter laotischer Handschriften im Internet“ (zusammen mit seinem Lehrstuhlvorgänger Harald Hundius, 2007–11).
Seine Schwerpunkte sind komparative Studien über Prozesse des sozialen und politischen Wandels in Südostasien, insbesondere mit den inhaltlichen Schwerpunkten: Staatsbildung und Konflikte, Stadtentwicklung, urbane Gesellschaft und Muster lokaler Selbstorganisation und Medien als Organisationsform.

## Schriften (Auswahl)
- Bangkok. Urban system and everyday life. Saarbrücken 1986, ISBN 3-88156-328-8.
- mit Peter Feldbauer und Karl Husa (Hrsg.): Südostasien. Gesellschaften, Räume und Entwicklung im 20. Jahrhundert. Wien 2003, ISBN 3-85371-202-9.
- mit Hans-Dieter Evers (Hrsg.): Southeast Asian urbanism. The meaning and power of social space. Münster 2003, ISBN 3-8258-4021-2.
- mit Helmut Wohlschlägl und Karl Husa (Hrsg.): Südostasien. Gesellschaften, Räume und Entwicklung. Wien 2018, ISBN 3-7003-2084-1.